# Search and Destroy (chanson des Stooges)
Pour les articles homonymes, voir Search and destroy.
Singles de The Stooges
Down On the Street
(1970) Shake Appeal
(1973)
Pistes de Raw Power
Gimme Danger
Search and Destroy est une chanson écrite par Iggy Pop, chanteur du groupe américain The Stooges, de leur troisième l'album Raw Power sorti en février 1973 sous le label CBS. Le titre reprend un terme utilisé lors de la guerre du Viêt Nam.

## Historique et rayonnement

### Composition
Les paroles du groupe sont chargées de fureur, de désespoir et de nihilisme. Search And Destroy est le nom d'une tactique militaire utilisée durant la guerre du Vietnam,consistant à infiltrer le territoire ennemi, à détecter et à éliminer les adversaires et à évacuer rapidement la zone.
Le titre sort en 1973.

### Rayonnement
Comme beaucoup de titres du groupe, cette chanson est souvent considérée comme un hymne et un mètre étalon du punk rock, dont l'explosion viendra quelques années plus tard, avec des groupes comme les Ramones, The Clash et les Sex Pistols (entre autres).
Reprise Elle sera reprise par de nombreux groupes, comme The Dictators en 1977 (album Manifest Destiny) ou les Red Hot Chili Peppers en 1991 (face B de leur single Give It Away).

### Utilisations
La version originale de Search and Destroy figure sur la bande son du film La Vie aquatique, réalisé par Wes Anderson en 2005. Elle figure aussi dans l'album du film Sucker Punch réalisé par Zack Snyder en 2011.